# 와이 공국
와이 공국(Principality of Wy)은 오스트레일리아 시드니 근교에 위치한 도시인 모스먼(Mosman)에 위치한 마이크로네이션이다. 지방 자치체로부터 공식적인 인정을 받았다.

## 역사
1993년에 모스먼에 살던 폴 델프랫(Paul Delprat)의 가족들은 자신들의 집 앞에 사유 차도를 건설해 줄 것을 모스먼 시 당국에 청원했지만 이 문제는 11년 동안 해결되지 않았다. 2004년 11월 15일에 모스먼시청에서 행사를 연 폴 델프랫의 가족들은 모스먼으로부터 독립을 선언했고 모스먼 시장으로부터 독립을 승인받았다.

## 현황
와이 공국의 인구는 폴 공작과 그의 아내, 아들 1명, 딸 2명으로 구성되어 있다. 와이 공국은 700m2에 달하는 영토 전체를 수도로 삼고 있으며 공국 안에는 폴 공작의 궁전이 있다. 또한 폴 공작은 예술가로 본인이 예술 학교를 경영한다. 예술 학교 안에는 엘리베이터가 설치되어 있다.